# La Nueva España
La Nueva España, autodefinit com a "Diari independent d'Astúries", que es publica a Oviedo des de fa 70 anys. És editat per l'empresa Editorial Prensa Asturiana. Va publicar el seu primer número el dissabte 19 de desembre de 1936, com a Diario de la Falange Española de las Juntas de Ofensiva Nacional Sindicalistas.
Després de la transició espanyola, en desprendre's l'Estat dels seus mitjans de comunicació, va ser privatitzat i adquirit el 1984, mitjançant subhasta pública, pel grup Prensa Ibérica. La redacció es troba a Oviedo i publica actualment diàriament fins a sis edicions locals que cobreixen el Principat d'Astúries: la general d'Oviedo i les específiques per a Gijón, Avilés, les Conques, l'Occident i l'Orient d'Astúries. És el més important quant a tiratge segons l'OJD de tots els periòdics asturians: va tenir una difusió mitjana de 60.469 exemplars Julio06/Juny07 i de 91.626 durant els diumenges del mateix període. El seu director és actualment Isidoro Nicieza.

## Història
El diari va començar a publicar-se aprofitant les instal·lacions del diari socialista Avance en el carrer Astúries d'Oviedo. El nou diari va sorgir poc temps de començar la Guerra Civil L'ocupació de la capital asturiana pel bàndol nacional va provocar la marxa d'Oviedo del diari Avance, que va començar des de llavors a imprimir-se en Gijón, i la creació del diari falangista La Nueva España.